# Calcio Lecco 1912
Calcio Lecco 1912 jest włoskim klubem piłkarskim z miasta Lecco, w Lombardii. Klub został założony w 1912 roku. Lecco gra obecnie w rozgrywkach Serie B, ostatni raz w Serie A klub grał w 1967 roku. Barwy drużyny to kolory niebieski i ciemny niebieski.